# Каменноугольное и металлургическое общество Ново-Павловка

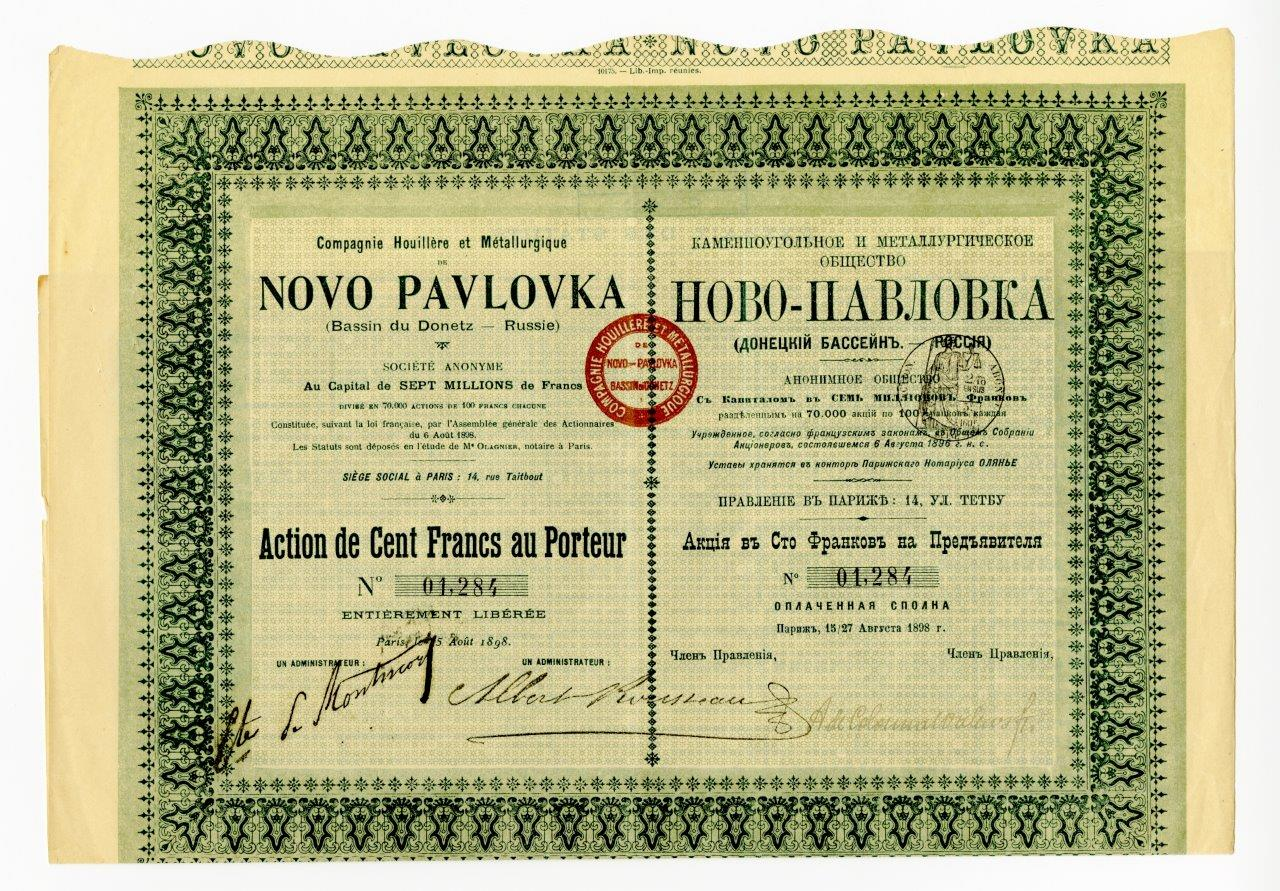
Акция в 100 франков на предъявителя каменноугольного металлургического общества Ново-Павловка (Донецкий бассейн. — Россия) с основным капиталом в 7 млн франков. Париж, 1898 г.

Анонимное "Каменноугольное и Металлургическое Общество Ново-Павловка (Донецкий бассейн.- Россия) было основано в Париже, там же имело Правление по ул. Тембу, 63 и располагало капиталом в 7 млн. франков, полученным от продажи 70 тыс. акций по 100 франков каждая.
Компания, как явствует из Устава, учреждена согласно французским законам на Общем собрании акционеров 6 августа 1898 года.
Как сказано в Условиях деятельности компании в России, Высочайше утвержденных 22 января 1899 года:
| 1. Французское акционерное Общество под наименованием: „Каменноугольное и металлургическое анонимное общество Ново-Павловка“ (Compagnie houillere et metallurgique de Novo-Pavlovka, Sosiete anonyme), открывает свои действия в Империи по устройству и эксплуатации в Екатеринославской губернии, Луганском уезде, на приобретенном от землевладельца Д. И. Фелькнера участке земли в количестве около 148 десятин металлургического завода, а также по эксплуатации залежей каменного угля в приобретенном от того же Фелькнера имении „Ново-Павловка“ (пространством около 1,853 десятин) в Екатеринославской же губернии, Луганском уезде. 2. Общество подчиняется действующим в России законам и постановлениям, относящимся к предмету его деятельности, а также постановлениям Положения о государственном промысловом налоге, равно и тем узаконениям и правилам, какие впоследствии могут быть изданы…» |

К 1900 г. доля угля, добытого на шахтах Донецкого бассейна, с полным или частичным участием иностранного капитала, к числу которых относилось и Ново-Павловское общество, составляла 76,2 % от всей добычи «черного золота» в регионе.